# Kratzeburg
Kratzeburg település Németországban, Mecklenburg-Elő-Pomeránia tartományban. Lakosainak száma 538 fő (2023. december 31.).

## Népesség
A település népességének változása:
| Lakosok száma | 518  | 525  | 541  | 553  | 538  |
|               | 2017 | 2019 | 2021 | 2022 | 2023 |